# Championnats du monde de triathlon 2005
Les Championnats du monde de triathlon 2005 présentent les résultats des championnats mondiaux de Triathlon en 2005 organisés par la fédération internationale de triathlon.
Ces 17e championnats se sont déroulés à Gamagori au Japon le 10 et 11 septembre 2005.

## Résultats

### Élite

#### Hommes
| Rang   | Athlète                | Nationalité      | Natation    | T1 | Vélo        | T2 | Course à pied | Temps           |
| ------ | ---------------------- | ---------------- | ----------- | -- | ----------- | -- | ------------- | --------------- |
| Or     | Peter Robertson        | Australie        | 19 min 30 s | ?  | 58 min 27 s | ?  | 31 min 35 s   | 1 h 49 min 31 s |
| Argent | Reto Hug               | Suisse           | 19 min 02 s | ?  | 58 min 52 s | ?  | 31 min 42 s   | 1 h 49 min 36 s |
| Bronze | Brad Kahlefeldt        | Australie        | 19 min 05 s | ?  | 58 min 47 s | ?  | 31 min 51 s   | 1 h 49 min 44 s |
| 4      | Hamish Carter          | Nouvelle-Zélande | 18 min 53 s | ?  | 59 min 00 s | ?  | 31 min 56 s   | 1 h 49 min 49 s |
| 5      | Frédéric Belaubre      | France           | 19 min 01 s | ?  | 58 min 54 s | ?  | 32 min 00 s   | 1 h 49 min 55 s |
| 6      | Simon Whitfield        | Canada           | 19 min 00 s | ?  | 59 min 05 s | ?  | 32 min 19 s   | 1 h 50 min 23 s |
| 7      | Cédric Fleureton       | France           | 19 min 04 s | ?  | 58 min 51 s | ?  | 32 min 37 s   | 1 h 50 min 32 s |
| 8      | Daniel Fontana         | Italie           | 19 min 15 s | ?  | 58 min 44 s | ?  | 32 min 42 s   | 1 h 50 min 40 s |
| 9      | Volodymyr Polikarpenko | Ukraine          | 18 min 54 s | ?  | 59 min 09 s | ?  | 32 min 39 s   | 1 h 50 min 43 s |
| 10     | Samuel Pierreclaud     | France           | 19 min 09 s | ?  | 58 min 52 s | ?  | 32 min 43 s   | 1 h 50 min 44 s |

#### Femmes
| Rang   | Athlète           | Nationalité | Natation    | T1 | Vélo            | T2 | Course à pied | Temps           |
| ------ | ----------------- | ----------- | ----------- | -- | --------------- | -- | ------------- | --------------- |
| Or     | Emma Snowsill     | Australie   | 19 min 34 s | ?  | 1 h 03 min 30 s | ?  | 34 min 57 s   | 1 h 58 min 02 s |
| Argent | Annabel Luxford   | Australie   | 19 min 34 s | ?  | 1 h 03 min 27 s | ?  | 36 min 40 s   | 1 h 59 min 42 s |
| Bronze | Laura Bennett     | États-Unis  | 19 min 36 s | ?  | 1 h 03 min 24 s | ?  | 36 min 54 s   | 1 h 59 min 55 s |
| 4      | Vanessa Fernandes | Portugal    | 20 min 19 s | ?  | 1 h 04 min 49 s | ?  | 35 min 07 s   | 2 h 00 min 20 s |
| 5      | Nadia Cortassa    | Italie      | 21 min 08 s | ?  | 1 h 04 min 08 s | ?  | 35 min 20 s   | 2 h 00 min 37 s |
| 6      | Felicity Abram    | Australie   | 21 min 32 s | ?  | 1 h 03 min 38 s | ?  | 35 min 54 s   | 2 h 01 min 03 s |
| 7      | Andrea Whitcombe  | Royaume-Uni | 21 min 27 s | ?  | 1 h 03 min 54 s | ?  | 35 min 45 s   | 2 h 01 min 07 s |
| 8      | Liz Blatchford    | Royaume-Uni | 20 min 18 s | ?  | 1 h 04 min 56 s | ?  | 36 min 00 s   | 2 h 01 min 15 s |
| 9      | Samantha McGlone  | Canada      | 21 min 23 s | ?  | 1 h 03 min 49 s | ?  | 36 min 05 s   | 2 h 01 min 18 s |
| 10     | Michelle Dillon   | Royaume-Uni | 21 min 25 s | ?  | 1 h 03 min 51 s | ?  | 36 min 10 s   | 2 h 01 min 27 s |

### Moins de 23 ans

#### Hommes
| Rang   | Athlète          | Nationalité      | Natation    | T1 | Vélo            | T2 | Course à pied | Temps           |
| ------ | ---------------- | ---------------- | ----------- | -- | --------------- | -- | ------------- | --------------- |
| Or     | Jarrod Shoemaker | États-Unis       | 19 min 46 s | ?  | 1 h 00 min 37 s | ?  | 32 min 19 s   | 1 h 52 min 42 s |
| Argent | Danylo Sapunov   | Ukraine          | 19 min 15 s | ?  | 1 h 01 min 08 s | ?  | 32 min 43 s   | 1 h 53 min 06 s |
| Bronze | Bertrand Boulch  | France           | 20 min 06 s | ?  | 1 h 00 min 13 s | ?  | 33 min 05 s   | 1 h 53 min 24 s |
| 4      | Ruedi Wild       | Suisse           | 19 min 53 s | ?  | 1 h 00 min 29 s | ?  | 33 min 24 s   | 1 h 53 min 47 s |
| 5      | David Hauss      | France           | 19 min 28 s | ?  | 1 h 00 min 55 s | ?  | 33 min 45 s   | 1 h 54 min 09 s |
| 6      | Jose Tovar       | Espagne          | 20 min 16 s | ?  | 1 h 00 min 11 s | ?  | 34 min 14 s   | 1 h 54 min 41 s |
| 7      | Emilio d'Aquino  | Italie           | 19 min 07 s | ?  | 1 h 01 min 14 s | ?  | 34 min 24 s   | 1 h 54 min 44 s |
| 8      | Clark Ellice     | Nouvelle-Zélande | 20 min 09 s | ?  | 1 h 00 min 13 s | ?  | 34 min 28 s   | 1 h 54 min 50 s |
| 9      | Kyle Jones       | Canada           | 19 min 47 s | ?  | 1 h 00 min 38 s | ?  | 34 min 54 s   | 1 h 55 min 20 s |
| 10     | Balázs Pocsai    | Hongrie          | 20 min 07 s | ?  | 1 h 00 min 25 s | ?  | 34 min 49 s   | 1 h 55 min 20 s |

#### Femmes
| Rang   | Athlète          | Nationalité      | Natation    | T1 | Vélo            | T2 | Course à pied | Temps           |
| ------ | ---------------- | ---------------- | ----------- | -- | --------------- | -- | ------------- | --------------- |
| Or     | Andrea Hewitt    | Nouvelle-Zélande | 20 min 35 s | ?  | 1 h 04 min 59 s | ?  | 37 min 34 s   | 2 h 03 min 08 s |
| Argent | Vendula Frintová | Tchéquie         | 21 min 15 s | ?  | 1 h 05 min 42 s | ?  | 36 min 45 s   | 2 h 03 min 41 s |
| Bronze | Nicola Spirig    | Suisse           | 21 min 13 s | ?  | 1 h 05 min 44 s | ?  | 38 min 42 s   | 2 h 05 min 39 s |
| 4      | Emma Moffatt     | Australie        | 20 min 52 s | ?  | 1 h 06 min 05 s | ?  | 38 min 43 s   | 2 h 05 min 41 s |
| 5      | Kathy Tremblay   | Canada           | 20 min 52 s | ?  | 1 h 06 min 08 s | ?  | 39 min 26 s   | 2 h 06 min 26 s |
| 6      | Anina Stampfli   | Suisse           | 21 min 11 s | ?  | 1 h 05 min 50 s | ?  | 39 min 32 s   | 2 h 06 min 35 s |
| 7      | Nicky Samuels    | Nouvelle-Zélande | 20 min 42 s | ?  | 1 h 04 min 52 s | ?  | 41 min 11 s   | 2 h 06 min 44 s |
| 8      | Zuriñe Rodriguez | Espagne          | 21 min 16 s | ?  | 1 h 05 min 44 s | ?  | 39 min 47 s   | 2 h 06 min 46 s |
| 9      | Sara McLarty     | États-Unis       | 18 min 50 s | ?  | 1 h 06 min 48 s | ?  | 41 min 38 s   | 2 h 07 min 16 s |
| 10     | Lisa Nordén      | Suède            | 22 min 12 s | ?  | 1 h 06 min 31 s | ?  | 38 min 41 s   | 2 h 07 min 24 s |

### Junior

#### Hommes
| Rang   | Athlète           | Nationalité | Natation    | T1 | Vélo        | T2 | Course à pied | Temps       |
| ------ | ----------------- | ----------- | ----------- | -- | ----------- | -- | ------------- | ----------- |
| Or     | Steve Duplinsky   | États-Unis  | 10 min 09 s | ?  | 29 min 49 s | ?  | 15 min 10 s   | 55 min 08 s |
| Argent | Jonathan Zipf     | Allemagne   | 10 min 22 s | ?  | 29 min 28 s | ?  | 15 min 46 s   | 55 min 37 s |
| Bronze | Aurélien Raphaël  | France      | 9 min 32 s  | ?  | 30 min 21 s | ?  | 15 min 51 s   | 55 min 46 s |
| 4      | Ivan Tutukin      | Russie      | 9 min 48 s  | ?  | 30 min 11 s | ?  | 15 min 49 s   | 55 min 49 s |
| 5      | Sebastian Rank    | Allemagne   | 10 min 09 s | ?  | 29 min 39 s | ?  | 16 min 05 s   | 55 min 53 s |
| 6      | Leonardo Saucedo  | Mexique     | 9 min 36 s  | ?  | 30 min 21 s | ?  | 16 min 12 s   | 56 min 10 s |
| 7      | Bruno Matheus     | Brésil      | 9 min 38 s  | ?  | 30 min 17 s | ?  | 16 min 30 s   | 56 min 25 s |
| 8      | José Estrangeiro  | Portugal    | 10 min 05 s | ?  | 29 min 49 s | ?  | 16 min 33 s   | 56 min 29 s |
| 9      | Francesco Cecchin | Italie      | 9 min 50 s  | ?  | 30 min 08 s | ?  | 16 min 32 s   | 56 min 30 s |
| 10     | Oliver Freeman    | Royaume-Uni | 9 min 34 s  | ?  | 30 min 23 s | ?  | 16 min 33 s   | 56 min 32 s |

#### Femmes
| Rang   | Athlète                | Nationalité      | Natation    | T1 | Vélo        | T2 | Course à pied | Temps           |
| ------ | ---------------------- | ---------------- | ----------- | -- | ----------- | -- | ------------- | --------------- |
| Or     | Anais Moniz            | Portugal         | 10 min 21 s | ?  | 32 min 12 s | ?  | 18 min 45 s   | 1 h 01 min 18 s |
| Argent | Rebecca Spence         | Nouvelle-Zélande | 10 min 39 s | ?  | 33 min 07 s | ?  | 17 min 52 s   | 1 h 01 min 39 s |
| Bronze | Melanie Sexton         | Australie        | 10 min 22 s | ?  | 32 min 08 s | ?  | 19 min 13 s   | 1 h 01 min 44 s |
| 4      | Annamaria Mazzetti     | Italie           | 10 min 38 s | ?  | 33 min 09 s | ?  | 18 min 31 s   | 1 h 02 min 19 s |
| 5      | Daniela Ryf            | Suisse           | 10 min 41 s | ?  | 33 min 05 s | ?  | 18 min 41 s   | 1 h 02 min 29 s |
| 6      | Mari Rabie             | Afrique du Sud   | 10 min 26 s | ?  | 33 min 22 s | ?  | 18 min 53 s   | 1 h 02 min 41 s |
| 7      | Brittany Orr           | Australie        | 10 min 37 s | ?  | 31 min 53 s | ?  | 20 min 15 s   | 1 h 02 min 45 s |
| 8      | Rebecca Robisch        | Allemagne        | 11 min 22 s | ?  | 33 min 22 s | ?  | 18 min 34 s   | 1 h 03 min 19 s |
| 9      | Barbara Riveros Diaz   | Chili            | 11 min 02 s | ?  | 33 min 43 s | ?  | 18 min 38 s   | 1 h 03 min 23 s |
| 10     | Anastasiya Polyanskaya | Russie           | 10 min 27 s | ?  | 33 min 22 s | ?  | 19 min 40 s   | 1 h 03 min 27 s |

## Tableau des médailles
| Rang  | Nation           | Or | Argent | Bronze | Total |
| ----- | ---------------- | -- | ------ | ------ | ----- |
| 1     | Australie        | 2  | 1      | 2      | 5     |
| 2     | États-Unis       | 2  | 0      | 1      | 3     |
| 3     | Nouvelle-Zélande | 1  | 1      | 0      | 2     |
| 4     | Portugal         | 1  | 0      | 0      | 1     |
| 5     | Suisse           | 0  | 1      | 1      | 2     |
| 6     | Allemagne        | 0  | 1      | 0      | 1     |
| -     | Tchéquie         | 0  | 1      | 0      | 1     |
| -     | Ukraine          | 0  | 1      | 0      | 1     |
| 9     | France           | 0  | 0      | 2      | 2     |
| Total | Total            | 6  | 6      | 6      | 18    |